# Terney Béla
Terney Béla (Orosháza, 1905. december 12. – Szentes, 1972. január 27.) rajz szakos középiskolai tanár. A szentesi Horváth Mihály Gimnáziumban 25 éven át tanított, öt évig igazgatói teendőket látott el. Művészettörténeti előadásai lebilincselően érdekesek voltak. Művészi képességei a gimnázium művész-tanárává emelték.

## Iskolái, munkahelyei
1924-ben érettségizett a békési református főgimnáziumban, majd a Képzőművészeti Főiskolára iratkozott be, s ott szerzett középiskolai rajztanári oklevelet 1928-ban.  Mesterének Karlovszky Bertalant tekintette.  Eredetileg nem tanárnak, hanem képzőművésznek, festőnek készült, s természetesnek tűnt, hogy fiatal oktatóként a főiskolán dolgozik tovább, ám egy pályázati felhívásra készített festményének sikertelensége megtörte lelkesedését. Szentesi kollégája, Bácskai Mihályné így emlékszik erre a sorsfordító eseményre.
A munka beadása előtti este kimerülten, izgatottan vette szemügyre alkotását, de hirtelen úgy érezte, hogy nem sikerült megoldania a vállalt feladatot. Feszült lelkiállapotában szinte összeroppanva semmisítette meg művét. Ezután hagyta ott a főiskolát, ment haza Békésre.
A gazdasági világválság kitörése idején kezdte meg tanári pályáját. Tíz évig csak óradíjas tanárként alkalmazták, ezért a megélhetés érdekében egyszerre több iskolában is tanított. Első állomáshelye egykori középiskolája volt, de mellette a helyi iparostanuló-iskolában és a polgári iskolában is oktatott. 1937-ben került a mezőberényi, 1938-ban a békéscsabai, 1940-ben a szegedi, 1941-ben a szenttamási, 1943-ban pedig az újvidéki polgári fiúiskolához. Itt az intézmény igazgatójává választották, de a tankerületi főigazgatóság szakelőadójaként is dolgozott.  Nem sokkal később katonai szolgálatra hívták be. A háborút követően az anyaországban maradt.
1946-ban került a szentesi polgári fiúiskolához, majd a Vallási és Közoktatási minisztérium áthelyezte a Horváth Mihály Gimnáziumba. Itt rajzot,  és ábrázoló geometriát tanított.  Pontos, megbízható munkavégzés és kiváló rendszerező képesség jellemezte. A tanulókkal való kapcsolata bensőséges és közvetlen volt. Órái mintaszerűek. Mindezek miatt Szöllősy Géza igazgató felkérte helyettesének.  Munkájának elismeréseként 1959-ben megkapta az Oktatásügy Kiváló Dolgozója kitüntetést. 1961. szeptember 1-től átvette az iskola vezetését.  Öt éven át volt igazgató.  Nyugalomba vonulása nem jelentette az iskolai munka végét. Haláláig óraadó tanárként járt be a gimnáziumba.

## A pedagógus
A rajz és az ábrázoló geometria tanítása mellett, képzőművészeti szakkört is vezetett, és művészettörténeti előadásokat is tartott, melyeken a kor legmodernebb technikáját, a diavetítőt használta. Lebilincselő előadói készségének köszönhetően óráin nemcsak a gimnázium tanulói vettek részt, de gyakori vendégek voltak kollégái, sőt más iskolák tanárai is.  Olyan szakértelemmel és rátermettséggel végezte munkáját, hogy felettesei megállapításai szerint az ország egyik legjobb tanárává vált.  Tudása, tanári személyisége, emberi tartása mély nyomokat hagyott kartársaiban és tanítványaiban egyaránt.
… hitt az ember szeretettel, okos szóval való nevelhetőségében … s ami egy pedagógus esetében még ennél is fontosabb: mindezeket — a maga csendes modorában — de oly erővel, kifogyhatatlan energiával sugározta, hogy a pedagógiai programjának: tanítványaink jobbá, emberebb emberré való nevelésének hatás alól senki nem tudott kitérni. Ez a kivételes adottság tette a kivételes pedagógus Terney Bélát kiváló, egyben boldog emberré.
(Gidófalvy György, fizika-kémia szakos gimnáziumi tanár, igazgató)
Inkább zárkózottnak látszott, mégis azonnal közel állt, pillantása éles volt – a művész szeme, amely nemcsak átfogja, hanem át is hatja az embert, de egyben olyan, szinte naiv bizalmat sugárzott, hogy az ember megmelegedett tőle, s érezte: ez a szempár az ő legelőnyösebb jellemképét tükrözi vissza, és ahhoz a képhez jó lenne minél inkább hasonlítani.
(Nagyajtósi István, francia-magyar szakos gimnáziumi tanár)
Neki sohasem kellett hangos szóval fegyelmeznie. Magyarázata tiszteletet parancsolt, figyelmet ébresztett. Ahogy az egészet részeire szedte, majd a részeket ismét egésszé egyesítette. Ahogy a bonyolultnak és kuszának látszó ismereteket egyszerűvé, pedánsan rendezetté, könnyen érthetővé tette, ahogy a műalkotás rejtett szépségeit megláttatta velünk: az a tanári hivatás művészi fokon való gyakorlása volt.
(Bucsány György, történelem-magyar szakos középiskolai tanár)
Művészettörténet óráinak legendás szépségét a mai napig emlegetik. Különösen a reneszánsz iránti rajongása volt feledhetetlen. Gyakorlati haszon szempontjából felmérhetetlen az ábrázoló geometria tanításában végzett munkája. A szakirányú felsőoktatásban megbízható ajánlólevél volt, ha valakiről kiderült, hogy Terney Béla tanítványa.
(Bácskai Mihályné, történelem-magyar szakos gimnáziumi tanár)
Az egyébként örökmozgó, hangoskodó nagykamaszok az ő óráin „megszelídültek", elég volt megjelennie a teremben. Egy-egy műalkotásról, épületről, vagy híresebb mesterről úgy tudott mesélni, hogy felébresztette a vágyunkat a még több ismeretre. Halálakor néma felállással tisztelegtünk emlékének, de csak évekkel, évtizedekkel később tudatosult bennünk, hogy vajában kitől búcsúztunk 1972-ben.
(Labádi Lajos, helytörténész, levéltár igazgató)

## A művész
Miután otthagyta a főiskolát évekre szakított a művészi tevékenységgel. Csak a tanításnak élt. Hosszú évek után Szentesre kerülése idején „lazul a művészettel való szakítás önmagára kényszerített bilincse.”  Rajzóráin, de még inkább a rajzszakkörön volt szükség arra, hogy újra „ceruzát ragadjon”, és ne csupán szavakkal magyarázzon, hanem a gyakorlati példán is megmutassa tanulóinak a megoldás mikéntjét.  Idővel egyre több grafikája, tusrajza, olajfestménye és akvarellje gyűlt össze, melyekkel kétszer is részt vett a Csongrád megyei képzőművészek kiállításán.  Öt képét a Koszta József Múzeum őrzi. Alkotásai között egyaránt megtalálhatóak a természeti táj szépségét bemutató romantikus képek, a portré rajzok, de készített mesekönyv illusztrációkat is. Ez utóbbiak kiadatlanok maradtak.  Halála után közel 300 képét gyűjtötték össze,  ezek nagy része magángyűjteményekbe került.   Általa készített emléktábla található a Békési Torna Egylet épületének nyugati falán, melyet az 1930-as években helyeztek el.
Szentesen a kezdetektől fogva elismerték tehetségét. Ezt bizonyítja, hogy a Szent Anna római katolikus templom apszisának megfestésével 1949-ben Terney Bélát bízták meg. Az al secco technikával készített képen a magyar szentek hódolnak az oltáriszentség előtt.

## Elismerései
- Oktatásügy Kiváló Dolgozója (1959)

## Emlékezete
- Terney Béla Kollégium[30] (Szentes középiskolai kollégiuma 1994-ben vette fel nevét.)
- Terney Napok[31][32] (1994-től évente megrendezésre kerülő művészeti rendezvénysorozat)
- Terney Béla emléktábla,[33] bronz dombormű (A róla elnevezett kollégium előcsarnokában 1994-ben avatták fel, Vígh László[34] alkotása)

## Róla szóló irodalom
- Bucsány György: Búcsú Terney Bélától. Szentesi Élet 1972. március. 4. o. (e-Könyvtár Szentes)
- Bakó Károly: Terney Béla (1905-1972). Évkönyv 1970/71 -1974/75. 26-27. o. (e-Könyvtár Szentes)
- Labádi Lajos: 100 éve született Terney Béla. Követésre méltó művész-tanár. Szentesi Élet 2005. dec. 16. 2. o. (e-Könyvtár Szentes)